# Barátom, a pingvin
A Barátom, a pingvin (eredeti cím: My Penguin Friend) 2024-es brazil-amerikai családi kalandfilm, amelyet Paulina Lagudi Ulrich és Kristen Lazarian forgatókönyvéből David Schurmann rendezett. A főbb szerepekben Jean Reno és Adriana Barraza látható. A film João Pereira de Souza halász és Dindim, a pingvin igaz történetén alapul, amely 2016-ban került nyilvánosságra.
Franciaországban 2024. augusztus 7-én, Amerikában pedig 2024. augusztus 16-án mutatták be a mozikban. Magyarországon szeptember 26-án jelenik meg a Vertigo Média Kft. forgalmazásában. Általánosságban pozitív visszajelzéseket kapott a kritikusoktól.

## Cselekmény
João Pereira de Souza brazil halász felfedez egy sérült, olajszennyezéstől szenvedő Magellán-pingvint, aki egyedül sodródik az óceánban, közel a halálhoz. João megmenti és rehabilitálja az állatot, és egy életre szóló barátságot köt vele.

## Szereplők
| Szerep                | Színész                     | Magyar hang         |
| --------------------- | --------------------------- | ------------------- |
| João Pereira de Souza | Jean Reno                   | Szilágyi Tibor      |
| João Pereira de Souza | Pedro Urizzi (fiatalon)     | Karácsonyi Zoltán   |
| Maria                 | Adriana Barraza             | Zsurzs Kati         |
| Maria                 | Amanda Magalhães (fiatalon) | Réti Adrienn        |
| Stephanie             | Rocío Hernández             | Csifó Dorina        |
| Carlos                | Nicolás Francella           | Papp Dániel         |
| Adriana               | Alexia Moyano               | Nádasi Veronika     |
| Calista               | Thalma de Freitas           | Ligeti Kovács Judit |
| Calista               | Beatriz Lima (fiatalon)     | Schmidt Regina      |
| Paulo                 | Ravel Cabral                | Kerekes József      |

### Magyar változat
- Főcím: Galambos Péter
- Magyar szöveg: Vajda Evelin
- Hangmérnök: Bederna László
- Vágó: Pilipár Éva
- Gyártásvezető: Vigvári Ágnes
- Szinkronrendező: Orosz Ildikó
- Produkciós vezető: Witzenleiter Kitti

A szinkront a Direct Dub Studios készítette el.

## A film készítése
2022. április 19-én bejelentették, hogy Jonathan Lim elindította a City Hill Arts amerikai produkciós céget, és az első filmjük a The Penguin & the Fisherman lesz, amelyet David Schurmann rendez, Jean Reno főszereplésével. A film később a My Penguin Friend címet kapta. 2022. október 14-én bejelentették, hogy Adriana Barraza csatlakozott a stábhoz, mint João felesége, Maria.
A Barátom, a pingvin című filmet elsősorban Brazília trópusi strandjain és egy közel egymillió pingvinből álló patagóniai kolónia területén forgatták. A forgatás 2023 februárjában fejeződött be, az utómunka pedig a spanyolországi Madridban zajlott.
A film producerei Jonathan Lim, Robin Jonas, Steven P. Wegner, Andreas Wentz, Nicolas Veinberg, Shaked Berenson és Patrick Ewald voltak. 2024. február 15-én bejelentették, hogy az amerikai forgalmazási jogokat a Roadside Attractions szerezte meg.

### Népszerűség a TikTok-on
2024. augusztus 11-én a TikTok felhasználó KindPenguins (@pudgykindness) közzétett egy videót, amelyben véletlenszerűen csatlakozott olyan Twitch-streamelők livestreamjéhez, akiknek nem voltak nézői. Ennek során bukkant rá Jonathan Lim producer livestreamjére. Lim a továbbiakban beszélt szakmai hátteréről és arról, mi vezetett a film produceri munkájához. A videó vírusként terjedt, több ezer kommentet és megosztást, 11,2 millió lájkot és 58,2 millió megtekintést gyűjtött 2024. augusztus 16-ig. Ezzel Lim személyes TikTok-fiókja kevesebb mint 100 000 követőjéről 1,3 millió fölé emelkedett.